# Parkia
Genre
Classification phylogénétique

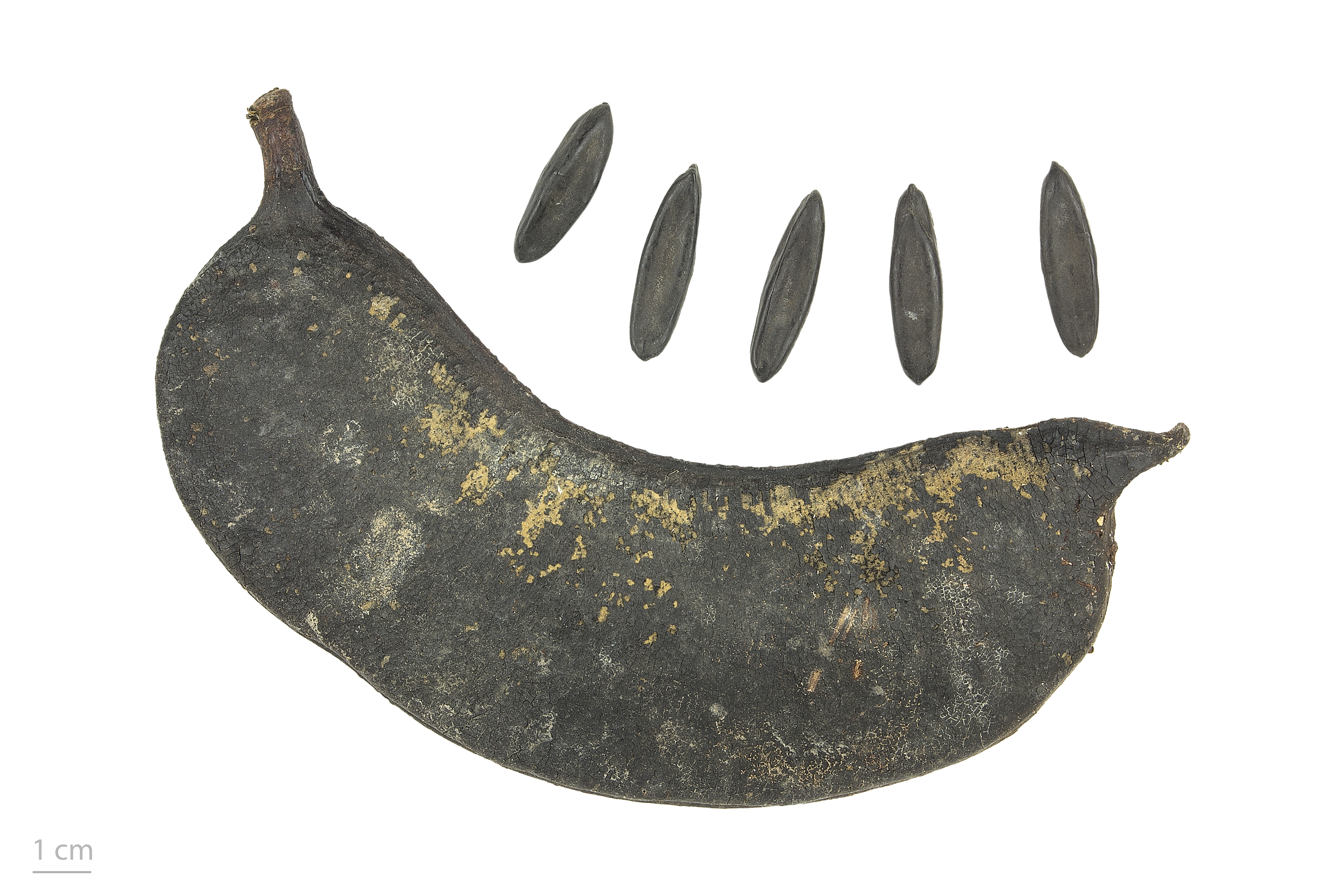
Parkia multijuga au Muséum de Toulouse.

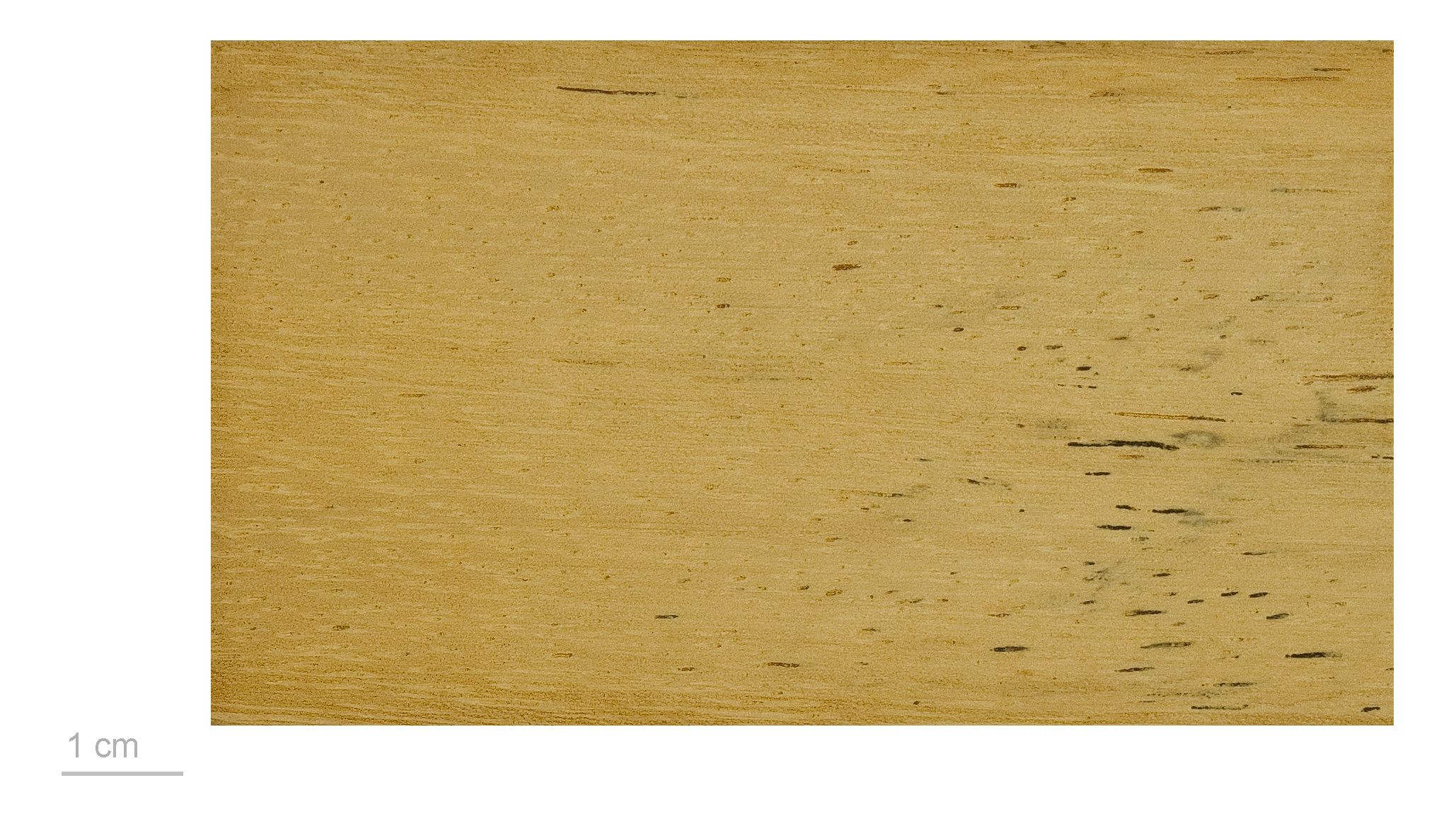
Parkia pendula au Muséum de Toulouse.

Parkia est un genre de plantes à fleurs de la famille des Mimosaceae, selon la classification classique, ou des Fabaceae, sous-famille des Mimosoideae selon la classification phylogénétique. Ce sont des arbres.

## Liste d'espèces
- Parkia agboensis A. Chev., 1908
- Parkia alliodora Ducke, 1944
- Parkia arborea (H. Karst.) J.F. Macbr., 1919
- Parkia auriculata Spruce ex Benth., 1875
- Parkia bahiae H.C. Hopkins, 1982
- Parkia balslevii H.C. Hopkins, 1986
- Parkia barnebyana H.C. Hopkins, 2000
- Parkia bicolor A. Chev., 1908
- Parkia biglandulosa Wight & Arn., 1834
- Parkia biglobosa (Jacq.) R. Br. ex G. Don, 1830 – Néré
- Parkia brunonis Graham, 1831
- Parkia bussei Harms, 1902
- Parkia cachimboensis H.C. Hopkins, 1982
- Parkia calcarata Gagnep. ex Lecomte, 1911
- Parkia clappertoniana Keay, 1955
- Parkia decussata Ducke, 1932
- Parkia discolor Spruce ex Benth., 1875
- Parkia dongnaiensis Pierre, 1899
- Parkia filicina (Willd.) Benth. ex Walp., 1846
- Parkia filicoidea Welw. ex Oliv., 1871
- Parkia filicoidea var. glauca Baker f., 1930
- Parkia fraterna Vatke, 1882
- Parkia gigantocarpa Ducke, 1915
- Parkia grandis Hassk., 1842
- Parkia graveolens Prain, 1897
- Parkia harbesonii Elmer, 1913
- Parkia hildebrandtii Harms, 1899
- Parkia hoffmannii Vatke, 1882
- Parkia igneiflora Ducke, 1932
- Parkia igneiflora var. aurea Ducke, 1938
- Parkia igneiflora var. purpurea Ducke, 1933
- Parkia ingens Ducke, 1925
- Parkia insignis Kurz, 1873
- Parkia intermedia Oliv., 1871
- Parkia intermedia Hassk., 1843
- Parkia inundabilis Ducke, 1938
- Parkia javanica (Lam.) Merr., 1918
- Parkia korom Kaneh., 1931
- Parkia leiophylla Kurz, 1873
- Parkia lutea H.C. Hopkins, 2000
- Parkia macrocarpa Miq., 1861
- Parkia madagascariensis R. Vig., 1948
- Parkia microcephala Kleinhoonte, 1926
- Parkia multijuga Benth., 1875
- Parkia nana D.A. Neill, 2009
- Parkia nitida Miq., 1851 – Dodomissinga (Guyane)
- Parkia oliveri J.F. Macbr., 1919
- Parkia oppositifolia Spruce ex Benth., 1875
- Parkia panurensis Benth. ex H.C. Hopkins, 1982
- Parkia paraensis Ducke, 1922
- Parkia parrii Horne ex Baker, 1883
- Parkia parviceps Ducke, 1938
- Parkia parvifoliola Hosok.,
- Parkia paryphosphaera Benth., 1875
- Parkia paya H.C. Hopkins, 2000
- Parkia pectinata (Humb. & Bonpl. ex Willd.) Benth., 1875
- Parkia pedunculata (Roxb.) J.F. Macbr., 1919
- Parkia pendula (Willd.) Benth. ex Walp., 1846 – Kwata-kaman, Bois-ara (Guyane)
- Parkia perrieri (Drake) Palacky,
- Parkia platycephala Benth., 1841
- Parkia polycephala Benth., 1875
- Parkia reticulata Ducke, 1930
- Parkia roxburghii G. Don, 1832
- Parkia sherfeseei Merr.,
- Parkia singularis Miq., 1855
- Parkia speciosa Hassk., 1842 – Petai
- Parkia streptocarpa Hance, 1876
- Parkia sumatrana Miq.,
- Parkia sylvatica Pulle, 1907
- Parkia timoriana (DC.) Merr., 1910
- Parkia truncata R.S. Cowan, 1957
- Parkia ulei (Harms) Kuhlm., 1925 – Dodomissinga (Guyane)
- Parkia ulei var. surinamensis Kleinhoonte, 1933
- Parkia uniglobosa G. Don, 1832
- Parkia velutina Benoist, 1914 – Dodomissinga (Guyane)
- Parkia versteeghii Merr. & L.M. Perry, 1942
- Parkia zenkeri Harms, 1911